# Dee Why
La ville de Dee Why est une banlieue du Nord de Sydney, située dans l'État de la Nouvelle-Galles du Sud, Australie à 18 kilomètres au Nord-Est du centre-ville de Sydney. C'est le centre administratif du gouvernement local de la région de Conseil de Warringah, et avec Brookvale, Dee Why est considérée comme le centre principal des « plages du Nord » de la région de Sydney.

## Histoire

### Nom
L'origine du nom des lieux le long de « Long Reef » est évident mais la raison pour le nom de « Dee Why » n'est pas claire. La première référence est dans une note du géomètre James Meehan dans son livre sur les terrains du « Wednesday, 27 Sept, 1815 plage de Dy - Marked a Honey Suckle Tree near the Beach ». Ce qui signifie que pour lui le lieu n'était pas encore enregistré, bien que différentes idées aient été exprimées auparavant, et en particulier que : 
- les lettres DY étaient peut être simplement une marque que Meehan utilisait pour marquer de nombreux emplacements sur ses cartes[3].
- Le nom viendrait du langage aborigène local que Meehan utilisait pour dénommer plusieurs lieux qu'il avait aperçus[4].
- Le nom viendrait de la dérivée en mathématique dans le calcul, dy/dx, en référence avec la forme de la courbe de la plage telle qu'elle est vue sur une carte[5].

À partir de 1840, ce nom fut enregistré en un seul mot, 'Deewhy', mais ensuite coupé en deux dans les années 1950. Le terme 'Dee Why' était aussi utilisé pour dénommer les « hauteurs de Dee Why » ou les Highlands, connues comme Narraweena (en) depuis 1951, et « Dee Why Ouest », dont le nom fut changé en Cromer (en) en 1969.
« Dee fice » ouvrit le 1er décembre 1945 et ferma en 1979. Dee Why North Post Office ouvrit le 1er octobre 1959 et fut fermé in 1993.

### L'histoire pré-européenne
Peu choses sont connues sur le peuple aborigène qui vivait dans la région de Dee Why avant l'arrivée des Européens bien qu'il y ait des éléments évidents en faveur de dépôts à l'extrémité sud de la plage de Dee Why, et les peuples indigènes étaient connus pour pêcher dans le lagon large et peu profond, où de nombreux cygnes noirs furent aperçus.

### Développement initial
Les premiers terrains à être enregistrés dans la région dans la Gazette du Gouvernement de la Nouvelle-Galles du Sud furent une zone de 700 ha accordée à William Cossar au début du XIXe siècle mais au milieu du siècle, la majorité des terrains de ce qui est maintenant Dee Why avaient été acquis par James Jenkins et d'autres membres de sa famille. Elizabeth Jenkins, la fille la plus âgée de James, donna toutes ses terres à l'Armée du salut à sa mort en 1900, en remerciement pour son soutien lors de ses dernières années. L'Armée du salut reçut au total 1740 ha de terres, dont 200 ha étaient à Dee Why. Une ferme industrielle et un hôtel pour les garçons et les filles et pour les femmes, fut installé sur ces terrains. L'accès à la plage fut de fait, limité par les terres appartenant à l'Armée du Salut, qui constituait une barrière avec du fil de fer électrique courant sur toute sa longueur.
Le Conseil de Warringah fut constitué en 1906, donnant aux résidents de Dee Why une gouvernance locale. En 1911, il fut décidé que la ligne de tram serait étendue après sa mise en service sur la section de Manly, qui datait de 1903 jusqu'à Brookvale, le long de Collaroy via Pittwater Road (en), et peu après vers Narrabeen (en).
La ligne ouvrit le 3 août 1912 avec un passage toutes les heures, et ce fut peut être son développement qui poussa l'Armée du salut à vendre progressivement à partir de 1913 la plupart de ses possessions sur les plages du Nord, en commençant par la « Oaks Estate Auction », qui donna son nom à l'une des principales rues de Dee Why, Oaks Avenue. Une autre rue importante est Howard Avenue, qui commémore le membre de la Commission, le président de l'armée du Salut pour l'Australie et la Nouvelle-Zélande : T. Henry Howard (en). Vers 1920, la plus grande partie de Dee Why était lotie. À la fin de 1938, le tram ne fonctionnait plus qu'aux heures de pointe pour les résidents locaux et le week-end pour les touristes, du fait de la faible densité de la population, puis finalement cessa de fonctionner le 30 septembre 1939.
En 1971, les travaux pour un nouvel hôtel de ville commencèrent : le « Dee Why civic center », inspiré par les architectes Edwards, Madigan & Torzillos, lauréat du prix Pullizer. Le bâtiment fut terminé en 1972 et le Conseil municipal s'y installa en 1973 à la place du « Shire Hall » de Brookvale où se tenaient les réunions depuis 1912, faisant de « Dee Why » le siège du Conseil de Warringah.

## Géographie

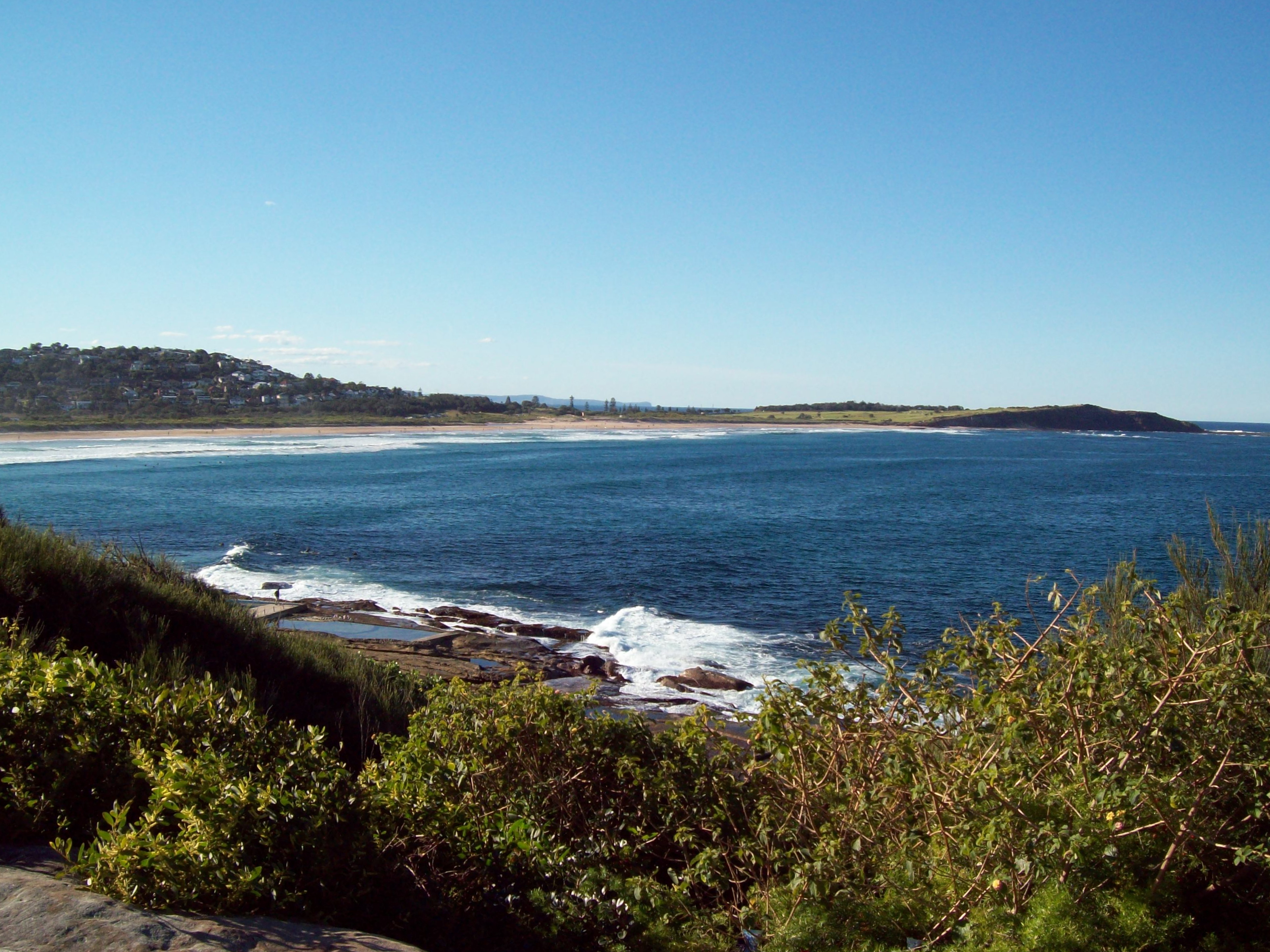
Plage de Dee Why et Long Reef depuis le chemin de la côte du Bicentenaire

« Dee Why » est situé dans le bassin de drainage du lagon de Dee Why et s'étire le long de « Victor Road » à l'ouest et de « Dee Why Beach » à l'Est, des crêtes des collines de Wingala (en) à l'angle nord de « Dee Why Lagoon ». Le « Chemin de la côte du Bicentenaire » allant de Quennscliff (en) à Palm Beach (en) menant de North Curl Curl (en) au Sud le long des falaises de « Dee Why Head » descendant vers le sud jusqu'à « Dee Why Beach ». La piste met en évidence l'écosystème des bruyères de la côte, qui s'étendent habituellement sur toute la région de Warringah et a été intensément régénéré depuis 1991.
Une autre zone naturelle significative dans « Dee Why » est le Stony Range Botanic Garden (en), installé en 1957 sur le site d'une ancienne carrière juste au sud du centre de la ville de « Dee Why ». Le jardin contient des plantes de toute l'Australie, aussi bien que les plantes locales de la région et présente quatre sections principales : la forêt humide du petit ravin, les bruyères du grès dans la carrière, la cascade de la Fédération construite en 2001 pour célébrer le centenaire de la Fédération d'Australie (Commonwealth d'Australie), et la section des plantes primitives, avec des échantillons de plantes, qui ont survécu depuis des millions d'années. Le jardin est ouvert de 8 h le matin à 17 h, tous les jours sauf le jour de Noël et l'entrée est gratuite.

### La plage de «Dee Why»

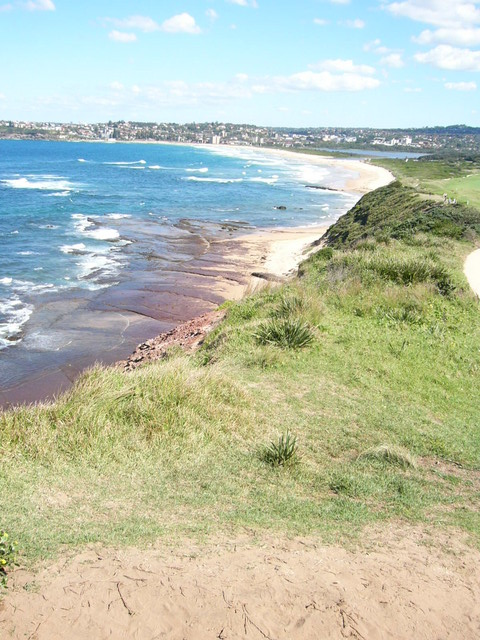
« Dee Why Beach » et le lagon de « Dee Why », vue « Long Reef »

« Dee Why Beach » s'étend sur environ 1,2 km le long du bord Est, face à la mer de Tasman. Vers le Nord, se trouvent les dunes qui séparent la plage « Dee Why Lagoon ». À l'extrémité sud siège « Ted Jackson Reserve » (renommé à part de son nom initial de « Dee Why Beach Reserve » en octobre 2010), qui offre des aires de piquenique et une forêt de Pins de Norfolk centenaires, identiques à ceux de Manly Beach (en). La réserve contient de nombreuses digues s'étendant sur environ 400 m, et érigées en 2006, avec un nouveau chemin, des escaliers, des plateformes d'observation, et un promenade avec un mémorial de la guerre. Il y a deux aires de jeux à proximité situées à l'extrémité sud de la plage et à l'Ouest « Dee Why » : Surf Life Saving Club (en), près du lagon, et plusieurs piscines d'eau de mer situées sous les falaises au Sud. Des parkings pour les voitures existent dans les rues au Sud, ainsi que des places à côté du poste de sauvetage.

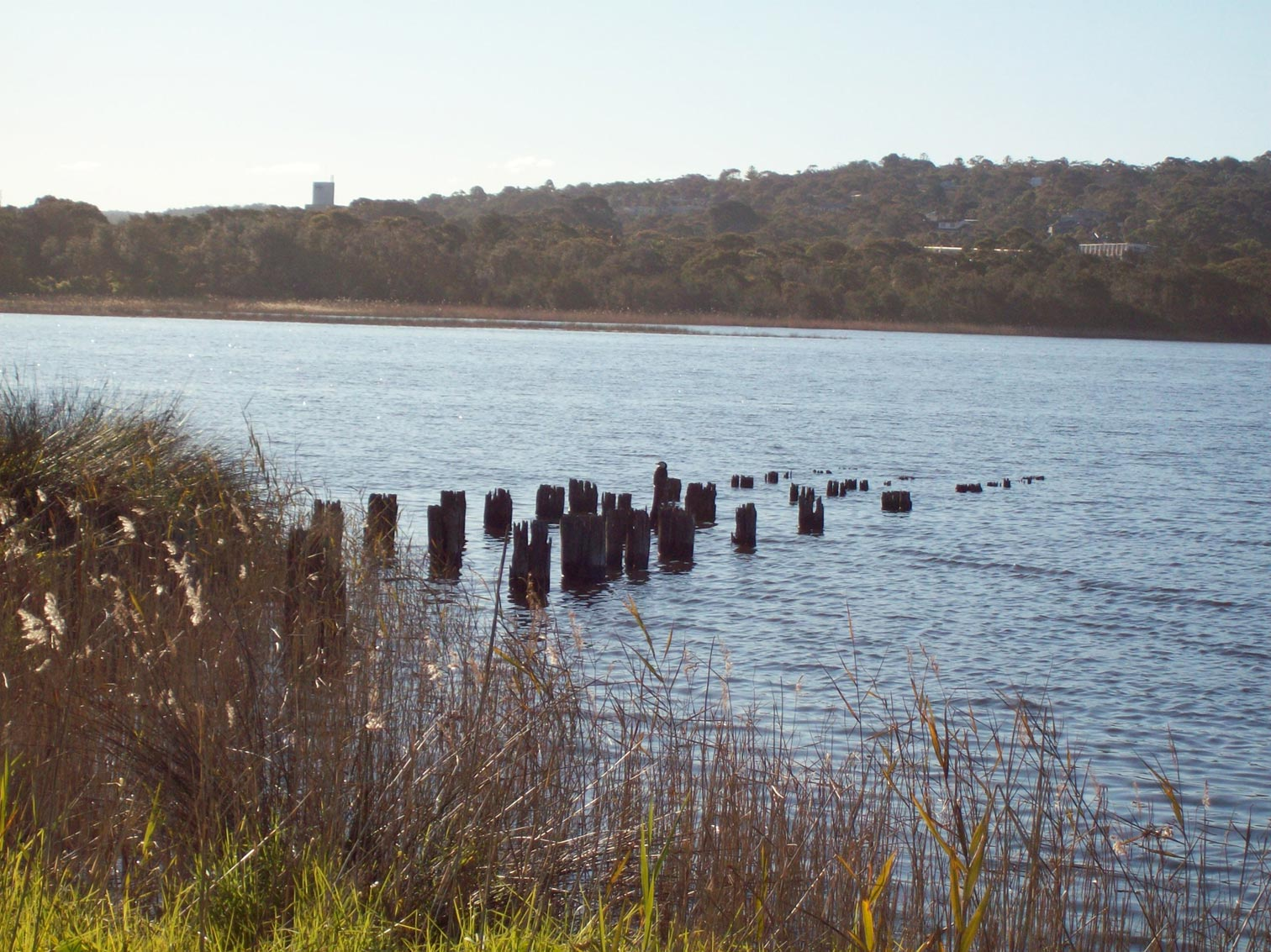
Blockaus datant de la 2e guerre mondiale le long de « Dee Why Lagoon »

### Dee Why Lagoon
Derrière les dunes restantes de la plage, vers le nord de grève, siège « Dee Why Lagoon ». Son entrée marque l'extrémité nord de « Dee Why Beach » et la limite sud de « Long Reef Beach ». La valeur écologique de la conservation de ce lagon et de son environnement a été reconnue en 1973 quand il fut proclamé comme National Wildlife Refuge. C'est une zone extrêmement intéressante pour les oiseaux autochtones et aussi pour les oiseaux migrateurs et est enregistrée dans la liste des zones de migrations venant du Japon (Japan Australia Migratory Bird Agreement (en)) et de Chine (China Australia Migratory Bird Agreement (en)). La réserve du « Lagon de Dee Why » couvre une zone de 77 hectares, dont 30 hectares de lagon. Le reste de la réserve est avant tout un marais et des dunes réalisant un écosystème situé entre le lagon et la mer . C'est le site majeur d'observation scientifique des plages du Nord situé un peu en dehors de « Pittwater Road », et accessible de « Dee Why Parade » et de la grève.

## Les zones commerciales

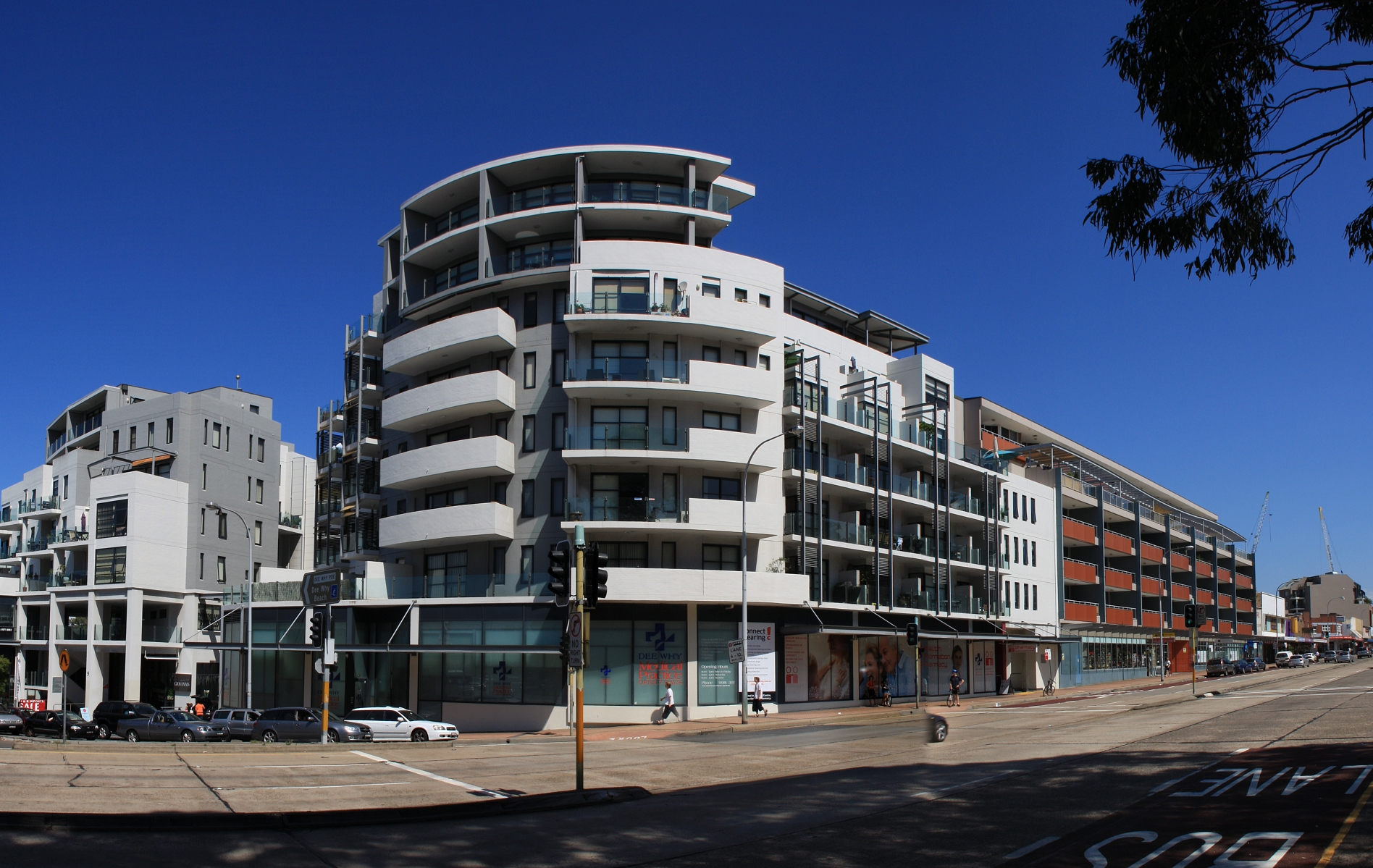
Appartements au coin de et de « Dee Why Parade ».

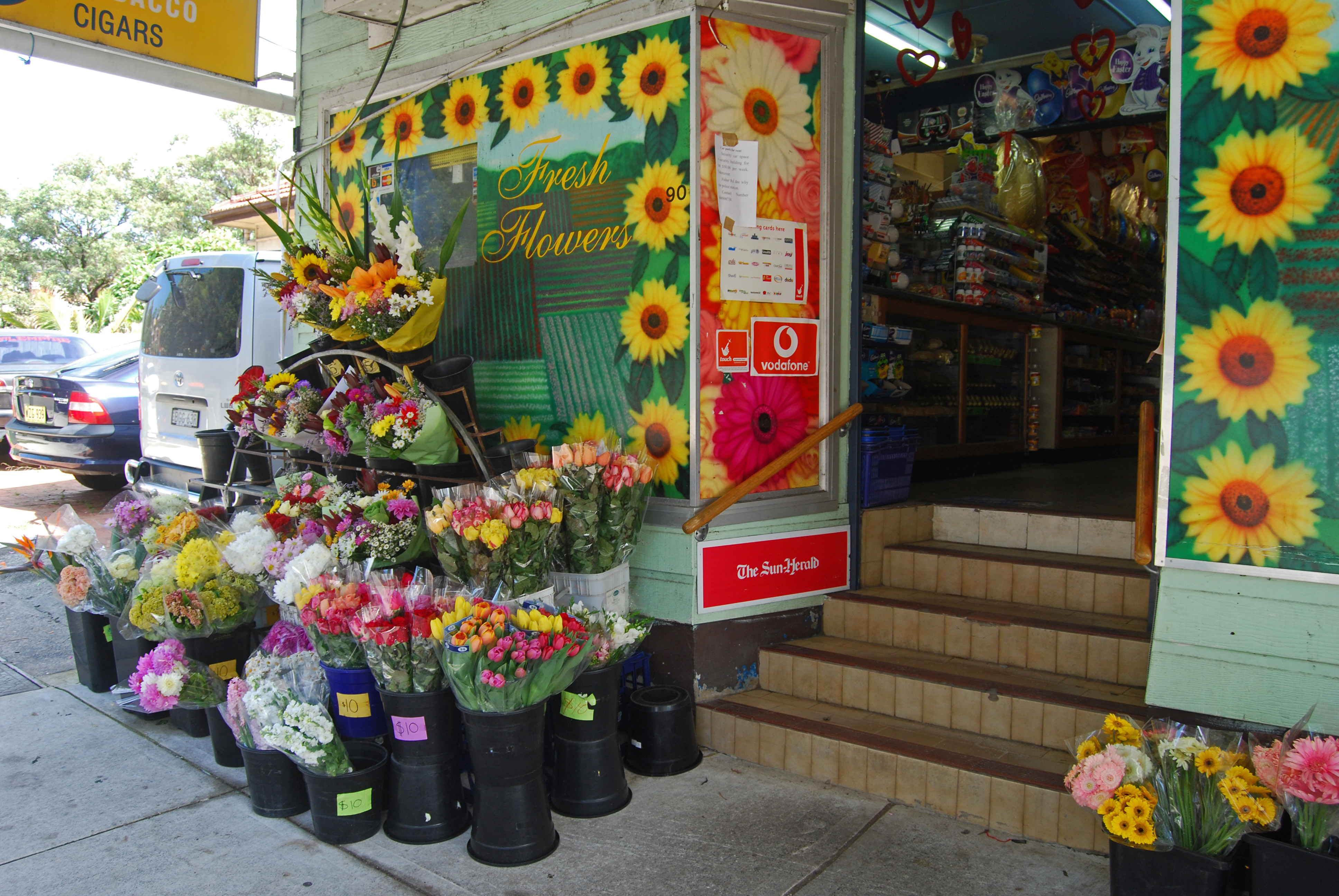
Magasins de fleurs de « Fisher Road », dans la banlieue de « Dee Why ».

La principale zone commerciale de « Dee Why » est centrée de part et d'autre de Pittwater Road (en), l'artère principale de « Northern Beaches », et continue par les rues descendant vers les plages ou remontant le long de « Fisher Road ». Cette zone est caractéristique des magasins des années 1960, avec deux ou trois immeubles mais les autres bâtiments sont limités à trois ou quatre étages. Le caractère le plus significatif des constructions plus tardives est d'être situées sur « Dee Why Grand » au Sud de la zone commerciale principale, complété mi 2010, par une arcade de commerces et le « Dee Why Hotel », qui est une formé de tours de 10 étages de caractère résidentiel et un certain nombre d'espaces commerciaux. Sur « Pittwater Road » siège le bâtiment du Conseil de Warringah et la branche de « Dee Why » de la Bibliothèque de la Circonscription de Warringah Warringah, l'une des quatre dépendance de cette Bibliothèque.
La « grève » s'étendant le long du front de mer de la plage de Dee Why beach front, est aussi une zone commerciale importante, et est caractérisée par des bâtiments de quatre étages formés d'appartements, de cafés, de restaurants et de bars avec vue sur la plage.
Il y a aussi une série de huit magasins de plain-pied situés au coin de « South Creek Road » et de « Pittwater » dans la partie Nord de « Dee Why », près du lagon, ainsi quelques commerces d'angle dispersés dans les zones résidentielles.

## Transport dans Dee Why
Les transports publics dans « Dee Why » s'étendaient initialement le long de « Pittwater Road » sous forme de bus, avec un service allant vers le sud de la ville, principalement vers Manly et vers le nord de Sydney, mais aussi vers le nord vers Collaroy, Cromer, Narrabeen, et la région de Pittwater (en). L'arrêt principal de la ligne de bus est situé à l'intersection de « Howard Avenue ». Il y a aussi des dessertes plus irrégulières vers Chatswood par « McInstosh Road » vers l'Ouest, ainsi que vers Manly par « Freshwater ». Les deux services express de la ville vont jusqu'à proximité de la plage de « Dee Why » tôt le matin et le soir pour le retour vers la ville pour faciliter les déplacements surtout le week-end.

## Les sports et la détente
Il existe de nombreux clubs sportifs dans la région de Dee Why.
L'un des plus connus est l'équipe de Rugby de l'« Union » située à côté des « Dee Why Lions ». Cette équipe des « Dee Why Lions » est bien implantée dans le championnat de Rugby allant des équipes juniors aux équipes seniors qui compètent le « NSW Suburban Rugby Union » évoluant en 6e division dans la « Meldrum Cup ».
Le « Dee Why Football Club », aussi connu comme « Les cygnes », est une équipe de football officiellement formée en 1946, ce qui en fait l'une des plus anciennes équipes de football de la région des « plages du Nord » Sydney. Elle fut médaillée en 1925 et en 1926.
Dee Why est aussi le siège de la « Dee Why Surfing Fraternity », le club le plus ancien de surf d'Australie fondé en 1961 et qui organise des compétitions tous les mois.